# Девушка в розовом
«Девушка в розовом» (англ. Pretty in Pink; другое название — «Милашка в розовом») — американская романтическая комедия 1986 года режиссёра Ховарда Дойча и продюсера Джона Хьюза.

## Сюжет
Старшеклассница Энди Уолш живёт вместе с безработным отцом Джеком, мать давно покинула их. Достаток в их семье ниже среднего, Энди вынуждена подрабатывать в магазине грампластинок. Девушка хорошо успевает и поэтому получила стипендию в школе, которая выше её социального положения. Вскоре выпускной, и Энди озабочена тем, где она найдёт платье на бал. Энди вынуждена покупать одежду в секондхэнд и частично сама шить себе одежду. За экзотический внешний вид и чрезмерное усердие в учёбе над ней насмехаются одноклассницы из состоятельных семей. За ней безуспешно пытается ухаживать «Даки» Дейл, но Энди увлечена богатым парнем Блейном Макдонна, с которым познакомилась в магазине.
Блейн приглашает Энди на свидание, но разница в происхождении даёт о себе знать. Молодые люди идут вместе на вечеринку у друга Блейна, Стеффа Макки, но там Энди не дают прохода и издеваются. Попытка продолжить свидание в клубе тоже не удаётся. Провожая Энди домой, Блейн приглашает девушку на выпускной. Энди соглашается. Подруга и менеджер магазина Айона отговаривает Энди и настаивает на том, что Блейн ей не пара. Знакомые Блейна тоже считают, что он мог бы найти более подходящую девушку. В итоге Блейн и Энди ссорятся, так как Блейн говорит, что пригласил на бал другую.
Джек приносит домой розовое платье и объясняет дочери, что подзаработал денег, хотя Энди не верит ему. В итоге она мастерит платье из того, что ей подарила Айона, и нового платья. Энди появляется на выпускном вместе с Даки, они держатся за руки. К ним приближается Блейн, который пришёл на бал один, и говорит Энди, что хочет быть с ней и любит её. Даки отпускает Энди, раз она хочет быть с другим парнем. Энди догоняет уходящего Блейна на парковке, и двое сливаются в поцелуе. Даки тоже находит себе пару.

## В ролях
- Молли Рингуолд — Энди Уолш
- Эндрю Маккарти — Блейн Макдонна
- Джон Крайер — Филип Даки Дейл
- Джеймс Спейдер — Стефф Макки
- Гарри Дин Стэнтон — Джек Уолш
- Энни Поттс — Айона
- Кейт Вернон — Бенни Хансон
- Кристи Суонсон — Дакетт
- Джина Гершон — одноклассница
- Мэгги Розуэлл — миссис Дитц

## Съёмочная группа
- Режиссёр: Ховард Дойч
- Продюсер: Джон Хьюз
- Сценарист: Джон Хьюз
- Композитор: Майкл Гор[англ.]
- Оператор: Так Фудзимото